# Carta da Liberdade
A Carta da Liberdade é um documento fundamental da causa anti-apartheid na África do Sul aprovado pela Aliança do Congresso, com a participação de Nelson Mandela.

## A carta
O texto foi elaborado em meados da década de 1950, e aprovado pelo Congresso do Povo reunido em Kliptown (Soweto, em 26 de Junho de 1955.
A Carta defendia igualdade de direitos para todos os cidadãos sul-africanos, independente de sua etnia, e ainda a reforma agrária, melhoria das condições de vida e trabalho, justa distribuição de renda, obrigatoriedade do ensino público e leis efetivamente justas; foi instrumento importante na luta contra o apartheid.

Segue tradução da carta:
" NÓS, O POVO DA ÁFRICA DO SUL, PARA DECLARAR TODO O NOSSO PAÍS E DO MUNDO A SABER:
- Que a África do Sul pertence a todos os que nela vivem, negros e brancos, e que nenhum governo pode afirmar autoridade a menos que se baseia na vontade de todos os povos;
- Que nosso povo tem roubado de sua terra de nascença, a liberdade e a paz, uma forma de governo fundado na injustiça e da desigualdade;
- Que o nosso país nunca será próspero e livre até que todo o nosso povo viver em fraternidade, que gozam de direitos e oportunidades iguais;
- Que somente um estado democrático, baseado na vontade de todos os povos, pode garantir a todos o seu direito de primogenitura, sem distinção de cor, raça, sexo ou crença;
- E, portanto, nós, o povo da África do Sul, negros e brancos juntos iguais, compatriotas e irmãos adotar esta Carta da Liberdade;
- E nós nos comprometemos a lutar em conjunto, poupando nem a força nem coragem, até que as mudanças democráticas aqui estabelecidas forem ganhas.
O POVO GOVERNARÁ!
- Cada homem e cada mulher tem o direito de voto e de elegibilidade de todos os órgãos que fazem as leis; Todas as pessoas têm o direito de tomar parte na administração do país;
- Os direitos do povo será a mesma, independentemente de raça, cor ou sexo;
- Todos os órgãos de governo minoritário, conselhos consultivos, conselhos e entidades devem ser substituídos por órgãos democráticos de auto-governo.
TODOS OS GRUPOS NACIONAIS TÊM IGUALDADE DE DIREITOS!
- Não haverá estatuto de igualdade nos órgãos do Estado, nos tribunais e nas escolas de todos os grupos nacionais e raças;
- Todos os povos têm igual direito de utilizar suas próprias línguas, e desenvolver a sua própria cultura popular e costumes;
- Todos os grupos nacionais devem ser protegidos por lei contra os insultos à sua raça e orgulho nacional;
- A pregação e a prática da corrida nacional, ou a discriminação de cor e desprezo deve ser um crime punível; Todas as leis do apartheid e práticas deve ser anulado.
O POVO DEVE COMPARTILHAR DA RIQUEZA DO PAÍS!
- A riqueza nacional do nosso país, a herança dos sul-africanos, devem ser restauradas para o povo;
- A riqueza mineral sob o solo, os bancos e o monopólio da indústria devem ser transferidos para a propriedade do povo como um todo;
- Toda a indústria e comércio deverão ser controlados para ajudar o bem-estar do povo;
- Todas as pessoas devem ter direitos iguais ao comércio onde escolher, para a fabricação e entrar todos os ofícios, ofícios e profissões.
A TERRA DEVE SER COMPARTILHADA COM AQUELES QUE TRABALHAM NELA!
- Restrições da propriedade da terra em uma base racial devem ser eliminadas e toda a terra deve ser dividida entre aqueles que trabalham para banir a fome e a fome de terra;
- O Estado deve ajudar os camponeses com implementos, sementes, tratores e represas para salvar o solo e ajudar os perfilhos;
- Liberdade de circulação deve ser garantida a todos os que trabalham na terra;
- Todos têm o direito de ocupar a terra onde venham a escolher;
- As pessoas não devem ser privadas de seu gado e os trabalhos forçados e prisões agrícolas devem ser abolidas.
TODOS SÃO IGUAIS PERANTE A LEI!
- Ninguém pode ser preso, deportado ou restrito, sem um julgamento justo;
- Ninguém pode ser condenado por ordem de um funcionário do Governo;
- Os tribunais devem ser representativos de todo o povo;
- Prisão deve ser apenas para crimes graves contra as pessoas e deve visar à reeducação, não vingança;
- A polícia e o exército deverão ser abertos à todos em igualdade de condições e devem ser os ajudantes e protetores do povo;
- Todas as leis que discriminam por motivos de raça, cor ou crença devem ser revogadas.
TODOS GOZAM DE IGUALDADE DE DIREITOS HUMANOS!
- A lei garante a todos o seu direito de falar, de organizar, se reunir, a publicar, para pregar, para adorar e para educar os seus filhos;
- A privacidade da casa das batidas policiais são protegidos por lei;
- Todos devem ter a liberdade de viajar, sem restrição do campo para a cidade e de província para província, e da África do Sul no exterior;
- As leis de passe, licenças e todas as outras leis restringindo as liberdades devem ser abolidos.
HAVERÁ TRABALHO E SEGURANÇA!
- Todos os que trabalham devem ter a liberdade de formar sindicatos, para eleger os seus oficiais e de fazer acordos salariais com os empregadores;
- O Estado reconhece o direito e o dever de todos para o trabalho e deve elaborar prestações de desemprego total;
- Homens e mulheres de todas as raças devem receber salário igual para trabalho igual;
- Haverá quarenta horas semanais de trabalho, um salário mínimo, férias anuais remuneradas, licença por doença e para todos os trabalhadores, e licença de maternidade na remuneração total para todas as mães que trabalham;
- Os mineiros, trabalhadores domésticos, trabalhadores rurais e funcionários públicos devem ter os mesmos direitos que todos os outros que trabalham;
- O trabalho infantil, trabalho composto, o sistema de tot e contrato de trabalho devem ser abolidos.
AS PORTAS PARA A CULTURA E O APRENDIZADO DEVEM SER ABERTAS!
- O governo deve descobrir, desenvolver e incentivar o talento nacional para o reforço da nossa vida cultural;
- Todos os tesouros culturais da humanidade serão aberto a todos, por livre troca de livros, idéias e contato com outras terras;
- O objetivo da educação é ensinar os jovens a amar seu povo e sua cultura, de honrar a fraternidade humana, da liberdade e da paz;
- A educação deve ser gratuita, obrigatória, universal e igual para todas as crianças, ensino superior e formação técnica, serão abertos a todos por meio de subsídios estatais e bolsas concedidas com base no mérito;
- O Analfabetismo adulto deve ser eliminado por um plano de ensino de massa pelo Estado;
- Os professores devem ter todos os direitos dos outros cidadãos;
- A distinção de cores na vida cultural, no desporto e na educação deve ser abolida.
HAVERÁ CASAS, SEGURANÇA E CONFORTO!
- Todas as pessoas devem ter o direito de viver onde escolher, dispor de moradia digna, e para trazer sua família com conforto e segurança;
- Espaço de habitação não utilizada deve ser colocado à disposição do povo; Taxas e preços devem ser reduzidos, a comida abundante e ninguém deverá passar fome;
- Um sistema de saúde preventiva deve ser executado pelo Estado;
- Assistência médica gratuita e de hospitalização deve ser fornecida para todos, com atenção especial para as mães e crianças jovens;
- Favelas devem ser demolidas, e os subúrbios reconstruídos no local onde todos têm transporte, estradas, iluminação, campos de jogos, creches e centros sociais;
- Os idosos, os órfãos, os deficientes e os doentes devem ser tratados pelo Estado;
- Descanso, lazer e recreação são direitos de todos;
- Guetos e locais cercados serão eliminadas, e as leis que quebram as famílias devem ser revogadas.
HAVERÁ PAZ E AMIZADE!
- A África do Sul será um Estado totalmente independente, que respeita os direitos e a soberania de todas as nações;
- A África do Sul deve se esforçar para manter a paz no mundo e à resolução de todos os conflitos internacionais pela via da negociação - a guerra não;
- Paz e amizade entre todos os nossos povos serão garantidos por defender a igualdade de direitos, oportunidades e qualidade de todos;
- O povo dos protetorados da Basutolândia, Bechuanalândia e Suazilândia estarão livres para decidir por si seu próprio futuro;
- O direito de todos os povos da África para a independência e auto-governo deve ser reconhecido e será a base de uma cooperação estreita.

Deixe todas as pessoas que amam o seu povo e o seu país agora dizer, como dizemos aqui: POR ESTAS LIBERDADES NÓS LUTAREMOS, LADO A LADO, AO LONGO DE NOSSAS VIDAS, ATÉ QUE NÓS GANHAMOS NOSSA LIBERDADE! "
Fonte do texto (em inglês): www.anc.org.za (este link substitui o antigo anc.org.za, reorganizado pelo site do CNA - Congresso Nacional Africano)